# Christian Roma Support
Christian Roma Support (CRS) is een christelijke NGO die steun biedt aan Roma in Oost-Europa, de Balkan, India en Israël. Een groot deel van de Roma/Gypsies in deze gebieden kampt met extreme armoede en discriminatie.

## Doel en activiteiten
Christian Roma Support heeft als doel:
- Een bijdrage te leveren aan een positieve beeldvorming van de Roma.
- De inclusie van de Roma te bevorderen.
- Arme Roma-gezinnen te helpen een betere toekomst op te bouwen.

De aandacht gaat vooral uit naar de kinderen. Zij worden middels een activiteitenprogramma genaamd Roma Kids Project getraind in life skills en geholpen om onderwijs te volgen. Deelname aan een kidsproject wordt voor hen mogelijk gemaakt door financiële adoptie.
Behalve de sponsoring van kinderen kent Christian Roma Support diverse Support Programs, zoals:
- Building Support (steun aan bouw en renovaties)
- Business Support (steun ondernemerschap)
- Church Support (steun aan Roma-kerken)
- Family Support (steun aan Roma-gezinnen)
- Food / Heating Support (winterhulp)
- Student Support (steun Roma-studenten)

## Samenwerking
Christian Roma Support werkt in de projectlanden samen met christelijke partnerorganisaties. De achterban in Nederland wordt gevormd door fondsen, kerken, ondernemers en particulieren.
De organisatie wordt aangemerkt als Algemeen Nut Beogende Instelling (ANBI).
Christian Roma Support neemt in Nederland deel aan het netwerk Prisma/CPOE (Christelijk Platform Oost-Europa) en in Oost-Europa aan Roma Networks.